# Montipora foveolata
Espèce
Statut de conservation UICN

 NT  : Quasi menacé
Statut CITES
Montipora foveolata est une espèce de coraux appartenant à la famille des Acroporidae.